# Tupandi
Tupandi är en kommun i Brasilien.   Den ligger i delstaten Rio Grande do Sul, i den södra delen av landet, 1 600 km söder om huvudstaden Brasília. Antalet invånare är 3 919.
I omgivningarna runt Tupandi växer i huvudsak städsegrön lövskog. Runt Tupandi är det ganska tätbefolkat, med 192 invånare per kvadratkilometer.